# コート＝ヴェルメイユ小郡

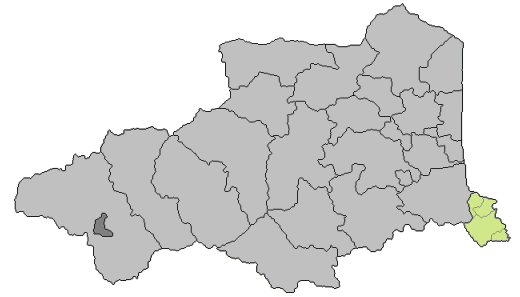
コート＝ヴェルメイユ小郡

コート＝ヴェルメイユ小郡 （Canton de la Côte Vermeille）は、フランス、オクシタニー地域圏ピレネー＝オリアンタル県の小郡。
1973年8月16日の第73-819法令によって小郡が設置された。それまでこれらのコミューンはアルジュレス＝シュル＝メール小郡に属していた。
| コミューン                 | 人口 2010年1月時点 | 郵便番号 | INSEEコード |
| -------------------------- | ------------------ | -------- | ----------- |
| バニュルス＝シュル＝メール | 1446               | 66650    | 66016       |
| セルベール                 | 2989               | 11350    | 66048       |
| コリウール                 | 4290               | 66290    | 66053       |
| ポール＝ヴァンドル         | 4670               | 66660    | 66148       |